# Orange, Virginia
Orange är administrativ huvudort i Orange County i Virginia. Enligt 2010 års folkräkning hade Orange 4 721 invånare.

## Kända personer från Orange
- James Taliaferro, politiker